# Anton Hansen Tammsaare
Anton Hansen Tammsaare (30 de enero de 1878 - 1 de marzo de 1940) fue un escritor estonio. Su novela Tõde ja õigus (Verdad y justicia, 1926- 1933) está considerada como una de las obras maestras de la literatura estonia.

## Biografía
Tammsaare nació en Järvamaa, en el municipio de Albu, hijo de un granjero, de procedencia pobre, quien sin embargo pudo costear su educación. Estudió en Väike-Maarja y en Tartu, en el instituto de Hugo Treffner. Tras sus estudios de colegio ingresó en la universidad de Tartu para estudiar derecho. La tuberculosis interrumpió su carrera en 1911 y tuvo que pasar un año en un sanatorio en el Cáucaso, realizando su único viaje al extranjero, y otros seis en la granja de su hermano en Koitjärve, Estonia, leyendo trabajos de Cervantes, Shakespeare y Homero.
En 1918, cuando Estonia alcanzó la independencia, Tammsaare regresó a Tallin. Durante ese período escribió los trabajos que le han dado un lugar en la literatura estonia. Aunque se inspiró de la historia y de la vida del pueblo estonio, sus novelas tienen profundas conexiones con las ideas de Bergson, Jung y Freud, y con las novelas de escritores como Knut Hamsun y André Gide.

## Obras traducidas al castellano
- Kõrboja peremees, 1922 - La espesura [greylock, 2022]
- Põrgupõhja uus Vanapagan, 1939 - Las desventuras del nuevo Satán [greylock, 2024]